# (2591) Dworetsky
(2591) Dworetsky (1949 PS) – planetoida z grupy pasa głównego asteroid okrążająca Słońce w ciągu 5,05 lat w średniej odległości 2,94 j.a. Odkryta 2 sierpnia 1949 roku.